# Економист
Економист је црногорски веб магазин основан 2014. године у Подгорици, посвећен економским и пословним новостима из Црне Горе и свијета, промовисању позитивних пословних пракси и развијању предузетничке свијести, као важног покретача економског раста. Такође, је и једини FinTech портал у Црној Гори, чиме представља платформу за пословне и технолошке теме. Главни и одговорни уредник је Љиљана Премовић.

## Задатак и улога
На званичној страници Економиста стоји да од свог оснивања гради репутацију ажурног и поузданог онлајн медија, с циљем подстицања погодног пословног окружења, промовисања развоја малих и средњих предузећа, као и стимулисања предузетништва и иновација. Такође, каже се и да кроз консултантску подршку и услуге тренинга Економист помаже организацијама да развију своје стратегије, лидере и менаџере, направе позитиван утицај у организацији и тиме креирају одрживи развој.